# Tartufo nero di Fragno
Il tartufo nero di Fragno è una varietà di tuber uncinatum, di raccolta autunnale. L'uncinatum è diffuso sia in Italia che in Europa. In Francia prende nome di Truffe de Bourgogne, in alcune zone dell'Appennino parmense è riconosciuto come PAT (Prodotto Agroalimentare tradizionale) della Regione Emilia Romagna. Il logo d'uso collettivo "Terre Classiche" identifica, a partire dal 2007, la raccolta e la vendita nella zona PAT del tartufo nero di Fragno disciplinato dal Consorzio Qualità Tipica Val Baganza.

## Storia e origine del nome
Raccolto da tempo immemore dai "tartufini" della zona (così si chiamano i "cavatori" nel Parmense), su terreni che furono possesso anche della potente famiglia Fieschi di Genova, è stato riconosciuto come specie distinta dal Tubero di raccolta estiva nel 1991, con la Legge Nazionale n.162. Il tartufo nero di Fragno prende nome dall'omonima frazione del comune di Calestano che, posta in prossimità dello spartiacque fra le valli del torrente Parma e del torrente Baganza, si trova al centro del territorio vocato alla raccolta del prezioso fungo.

## Zona di produzione
La zona di produzione abbraccia diverse vallate appenniniche emiliane, mentre la zona di elezione è contraddistinta dalle conformazioni geologiche a Flysh, una peculiare caratteristica dell'Appennino Parmense. Il Flysh "è un complesso composto da roccia sedimentaria clastica, di origine sin-orogenetica, depostasi in ambiente marino tramite meccanismi deposizionali di tipo gravitativo". In parole semplici, la zona di elezione del tartufo nero di Fragno è un esteso fondale marino che ha subito importanti trasformazioni fisiche. I principali flysh della zona tutelata dal Marchio "Tartufo Nero di Fragno - Terre Classiche" si trovano in val Baganza, nella zona compresa fra il Monte Bosso e il Monte Sporno, in val Parma, in corrispondenza del Monte Caio, e sullo spartiacque Baganza - Taro, in corrispondenza di Monte Cassio. In questi territori predominano quelle rocce sedimentarie di origine calcarea e marnosa, risalenti al periodo Cenozoico e Mesozoico, il cui sfaldamento genera e alimenta terreni che sono congeniali per un particolare sviluppo organolettico di questo tartufo nero. Gli studi più recenti sull'ecologia del Tartufo Nero di Fragno, sulle caratteristiche pedologiche dei Flysh afferenti alle "Terre Classiche" sono stati condotti dall'équipe del Prof. Gianluigi Gregori (Centro Sperimentale di Tartuficultura di Sant'Anglo in Vado - PU), fra il 1999 ed il 2008 (committenze: Comunità Montana Parma Est, Comune di Calestano). 
L'habitat nel quale cresce e si sviluppa il tartufo nero di Fragno è rappresentato da terreni morbidi, privi di ristagni d'acqua perché posti prevalentemente in pendenza, generalmente esposti a Nord, che si trovano ai margini o all'interno di boschi misti di latifoglie e compresi in una fascia altitudinale che va dai 500 ai 1000 m s.l.m. Non tutte le essenze del bosco sono però adatte alla fruttificazione del tartufo; generalmente lo si può trovare ad una profondità compresa fra i 5 e i 20 cm fra le radici delle roverelle, dei carpini neri, dei cerri, dei faggi, dei noccioli e delle conifere

## Raccolta
La ricerca del tubero avviene attraverso l'ausilio di un cane appositamente addestrato, mentre per la raccolta si utilizzano piccole vanghe o palette con lama di lunghezza inferiore ai 6 cm. L'intera attività è regolamentata da norme locali che, fra le varie prescrizioni, fissano un quantitativo massimo giornaliero di prodotto prelevabile pari ad un chilogrammo.

## Manifestazioni
Dal 1991 si celebra ogni anno a Calestano, nel periodo che va da metà ottobre a metà novembre, la Fiera Nazionale del tartufo nero di Fragno. Ogni Domenica, all'interno della Fiera organizzata dal Comune e dalla Pro Loco di Calestano, il Consorzio Q. T. Val Baganza dà vita, unitamente alle locali Associazioni dei raccoglitori (Associazione Tartufai Parmense e Associazione Parmense Raccoglitori Tartufi), al Mercatino del Tartufo. Il Borsino del Tartufo fissa i prezzi minimi e massimi sulla base dell'andamento stagionale della raccolta e delle pezzature merceologicamente definite dal Disciplinare di Raccolta.

## Utilizzi in cucina
In gastronomia, il piatto tipico più conosciuto e apprezzato localmente è il Risotto al Nero di Fragno, condito con una calibrata miscela di tartufo nero e Parmigiano-Reggiano. Il Tuber Uncinatum viene inoltre utilizzato in cucina per insaporire e arricchire primi piatti a base di pasta all'uovo come tagliatelle e tagliolini o in preparazioni a base di pasta ripiena come i ravioli, oppure in semplici antipasti in abbinamento a uovo o sedano